# Lluvia sobre el mar
«Lluvia sobre el mar» es una canción del cantante chileno Pedropiedra. Es el tercer sencillo de su disco Ocho.

## Producción
Fue escrito por Pedropiedra para su álbum Ocho. Aborda la idea de que los humanos son como gotas de agua en el mar.
El músico argentino Fernando Samalea participa tocando la batería. Fue lanzado como la pista 3 del disco Ocho, y como tercer sencillo promocional del álbum el 3 de septiembre de 2016.

## Videoclip
El vídeo fue filmado en agosto de 2016, en las ciudades de Puerto Percy, Porvenir y Timaukel, localizadas en la provincia de Tierra del Fuego, situada en la Región de Magallanes y de la Antártica Chilena. Fue producido por Aplaplac, dirigido por Álvaro Díaz, y contó con la actuación de los niños de la escuela Bernardo O´Higgins (Porvenir), la gente de la productora, entre otros. El videoclip se estrenó el 5 de septiembre de 2016.

## Créditos

### Canción
- Pedro Subercaseaux: Voz, Teclados, Programación, Guitarra eléctrica, bajo.
- Jorge Delaselva: Coros.
- Felipe Castro: Guitarra eléctrica,
- Fernando Samalea: Batería.
- Felipe Carbone: Programación bajo.

### Videoclip
- Álvaro Díaz: Dirección, montaje.
- Francisco Schultz: Dirección de fotografía y cámara, montaje.
- Joaquín Fernández: Postproducción de imagen
- Fabián Leiva: Producción en terreno.
- Francisca Lacalle: Vestuario.